# Sarpa salpa
La salema o salpa (Sarpa salpa) es una especie de pez perciforme de la familia Sparidae.

## Características
Cuerpo oval-oblongo, comprimido. Cabeza pequeña y hocico romo. Boca pequeña, terminal, con labios gruesos. Aletas dorsal y anal poco elevadas y con radios espiniformes delgados. Caudal ahorquillada. El color es gris azulado con 10 u 11 típicas listas longitudinales doradas con reflejos naranjas. La cabeza es más oscura y el vientre más claro. En la base de las aletas pectorales hay una pequeña mancha negra. Las aletas son grisáceas. Puede alcanzar 50 cm de largo.

## Hábitos
Vive en bancos cuyos miembros se mantienen muy agrupados y se mueven de forma coordinada.
La especie es hermafrodita proterándrica y se reproduce en primavera y otoño. Los individuos jóvenes son sobre todo carnívoros, pero los adultos son de los pocos peces herbívoros del Mediterráneo, y se alimentan casi exclusivamente de algas (por ejemplo, Ulva lactuca y algas pardas como Laurencia pinnatifida, actualmente han empezado a comerse la "Caulerpa", alga invasora del Mediterráneo), que «pacen» en las rocas o sobre las hojas de posidonias. Vive entre 2 y 100 m, raramente a los 200 m de profundidad.

## Pesca
De interés bajo, salvo por el tamaño que pueden alcanzar y que en aguas abiertas pueden resultar esquivas.
En Marruecos se pesca a la caña o con trasmallos pegados a la costa, los ejemplares de un buen tamaño dan una buena lucha en la pesca deportiva. Ilegalmente se sigue empleando la pesca a la dinamita, con graves impactos en el ecosistema
A la menor señal de peligro, el banco entero de salpas echará a nadar rápidamente y sin pensarlo. Lo harán como si de un único individuo se tratara, todos al unísono y hacia una misma dirección.

## Calidad de su carne
Va desde una calidad regular hasta mala, debido a su alimentación herbívora que le da un extraño sabor a la carne. Sin embargo, si recién pescado se sangra, se consigue seccionando las agallas, pierde ese sabor tan desagradable.
Comercialmente se encuentra como besugo americano y a veces lo presentan con la falsa denominación de dorada, besugo u otros. No es adecuado al horno porque se abre en demasía.
El consumo de su carne puede producir alucinaciones pues este pez puede alimentarse de algas tóxicas cuyos alcaloides pueden pasar a su carne. En las Palmas de Gran Canaria, y concretamente en la zona de Mogán, los efectos de estos alcaloides (comparables a los del LSD) presentes en la carne de las Salpas, son bien conocidos por los pescadores.

## Galería de imágenes

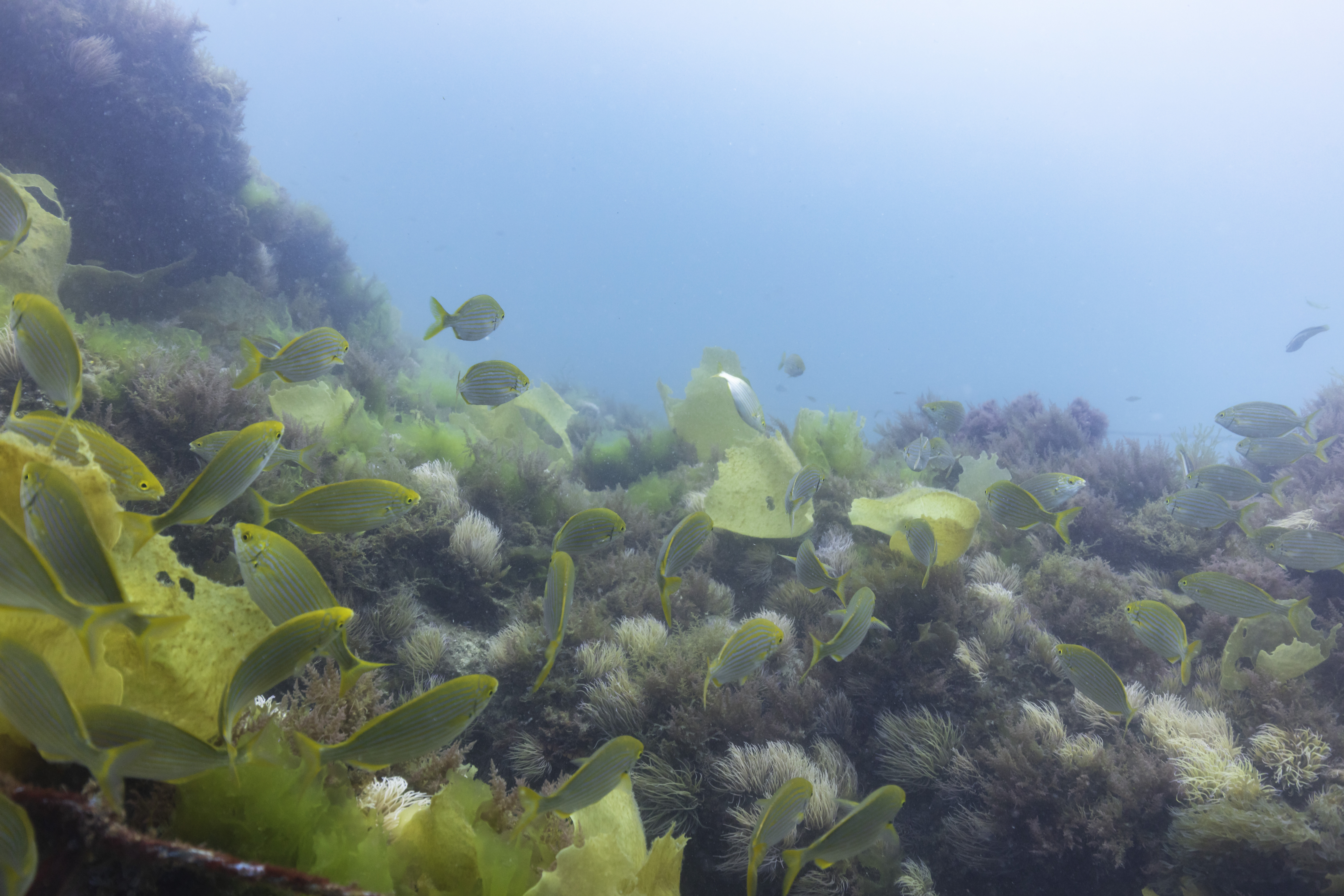
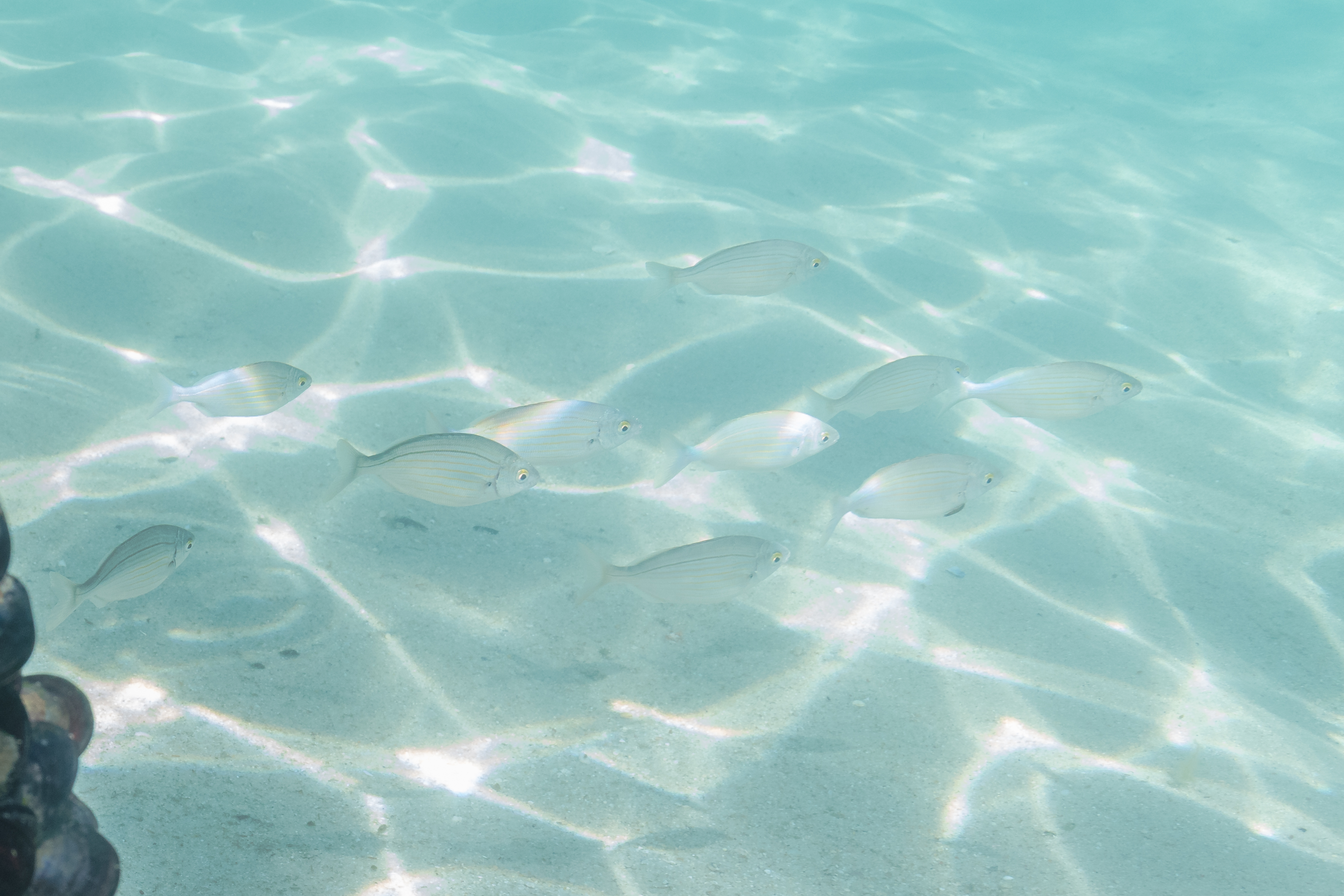
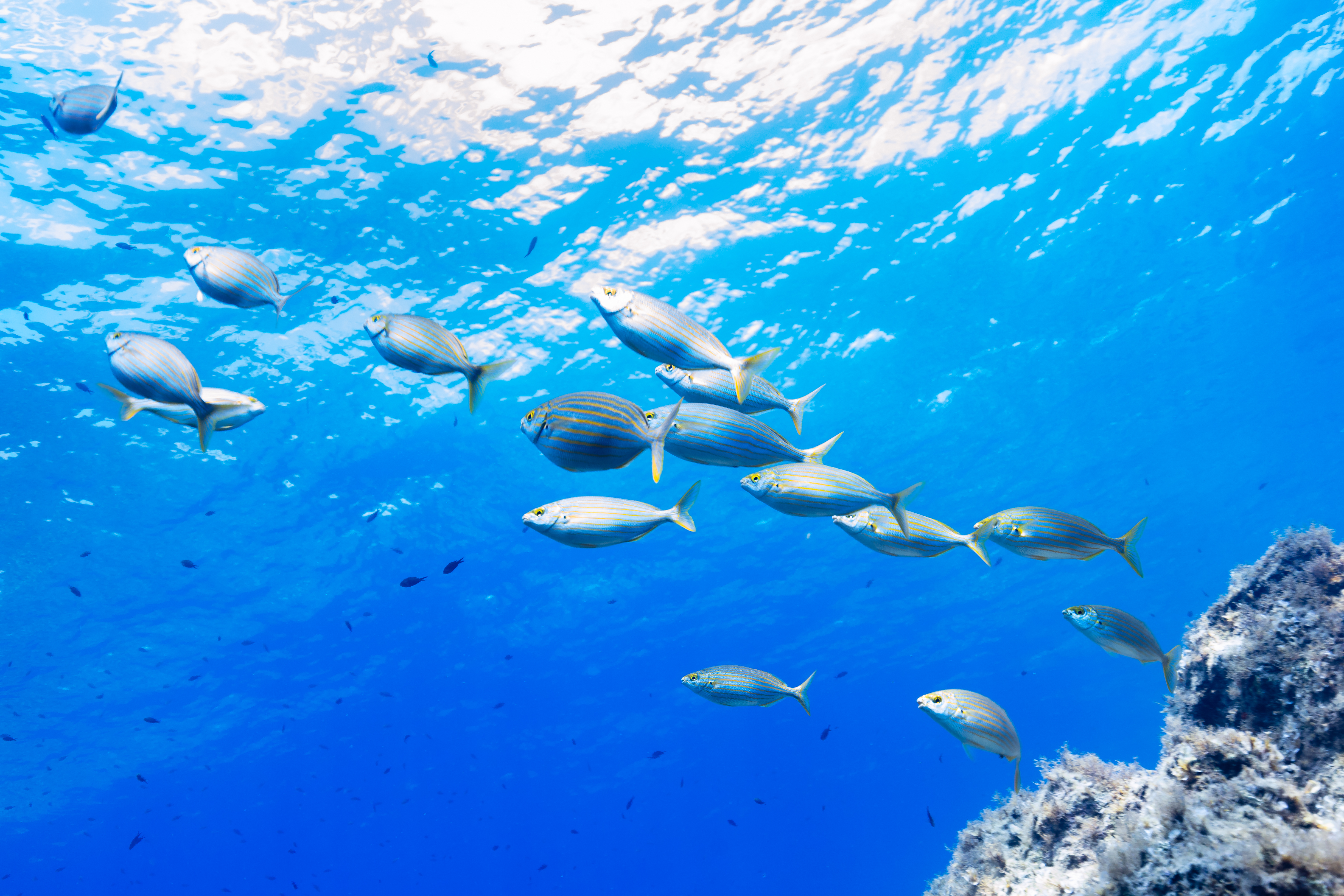
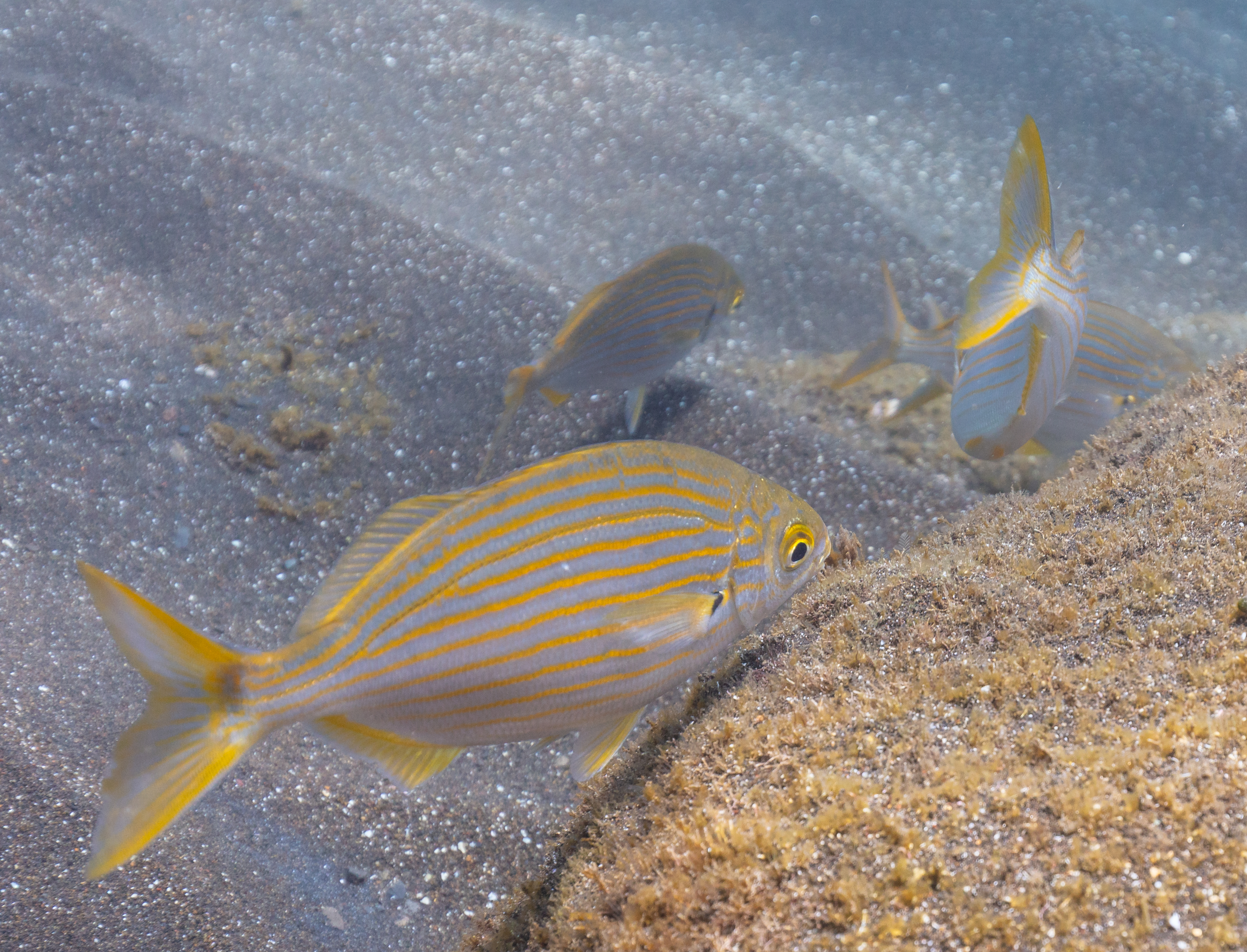
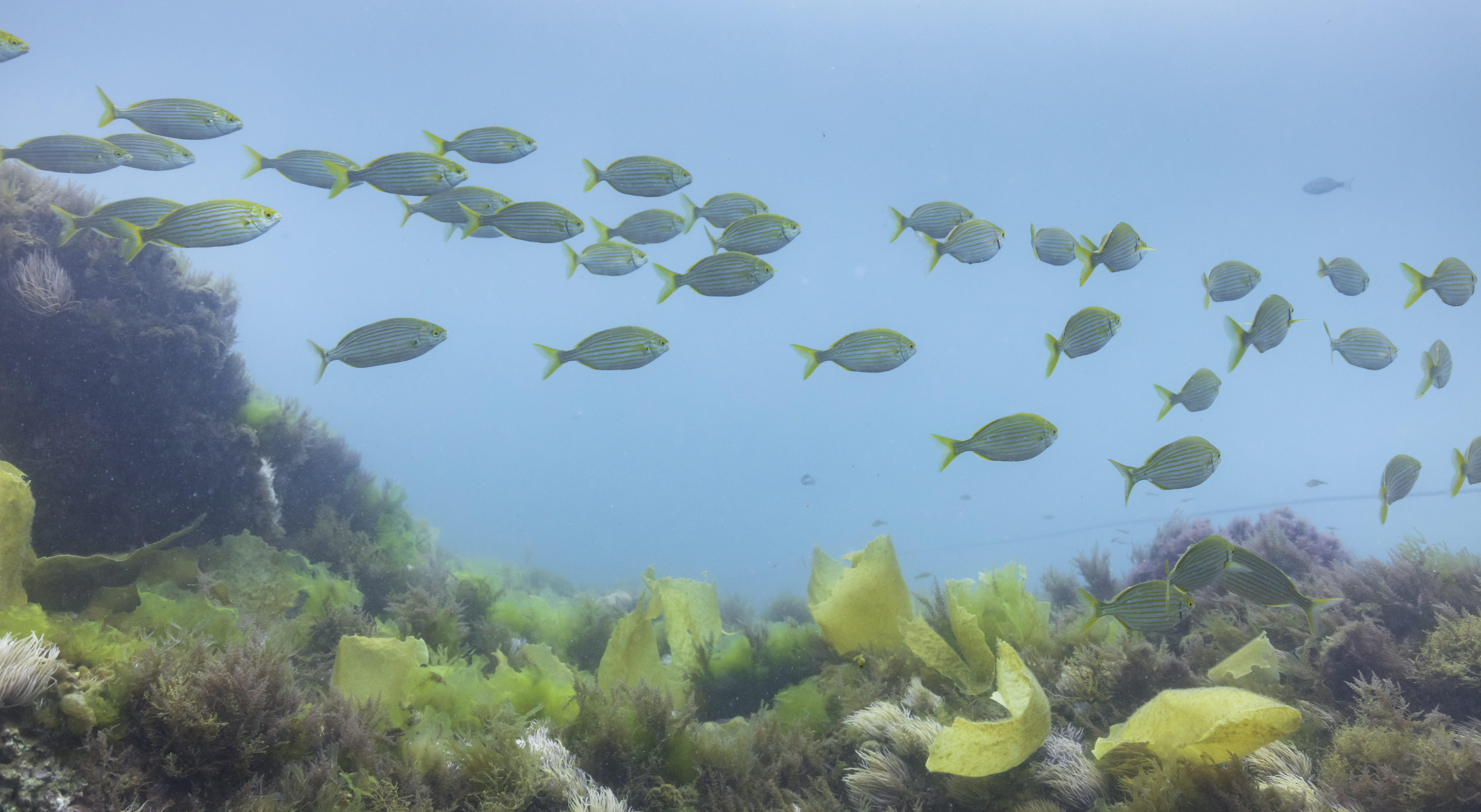
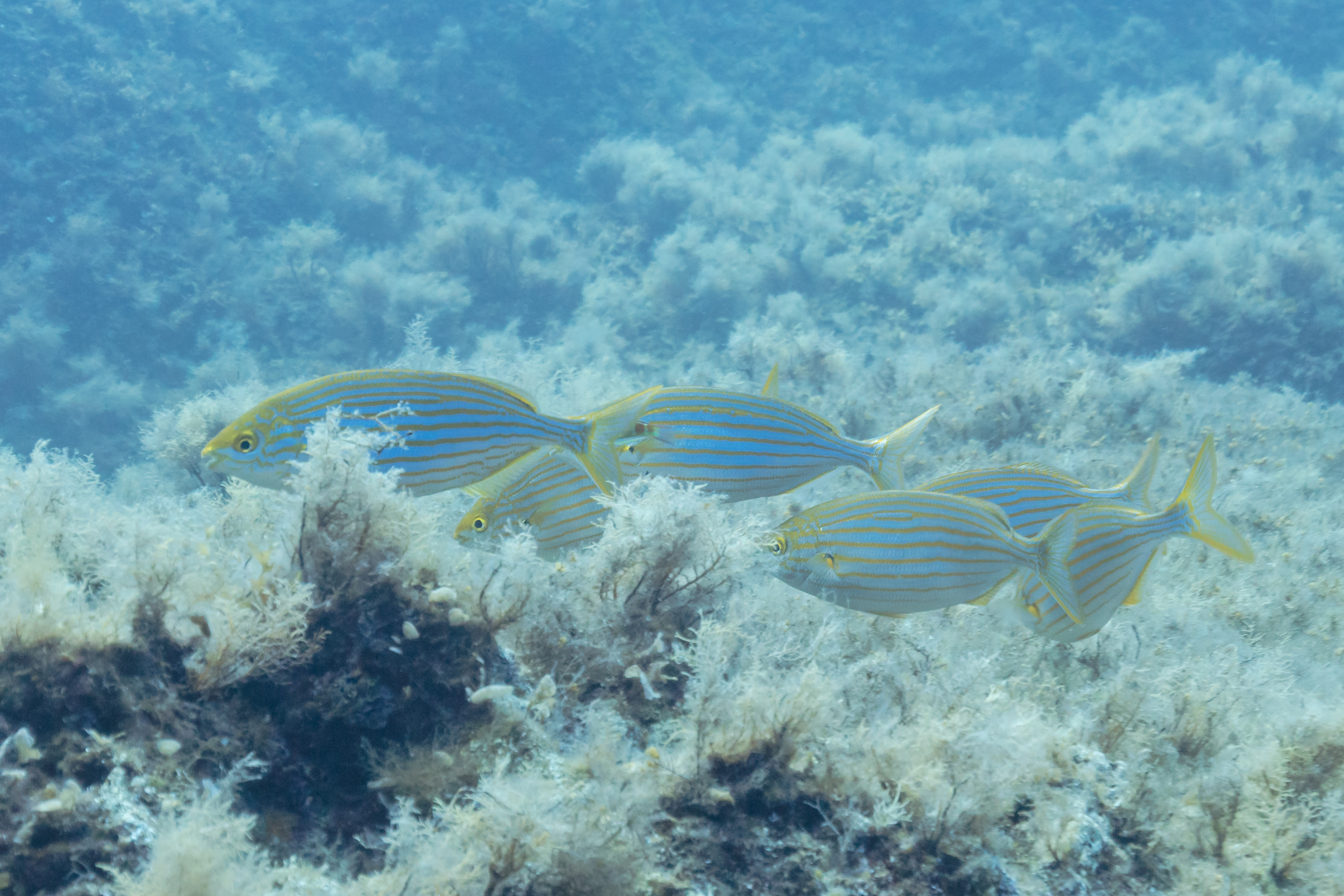
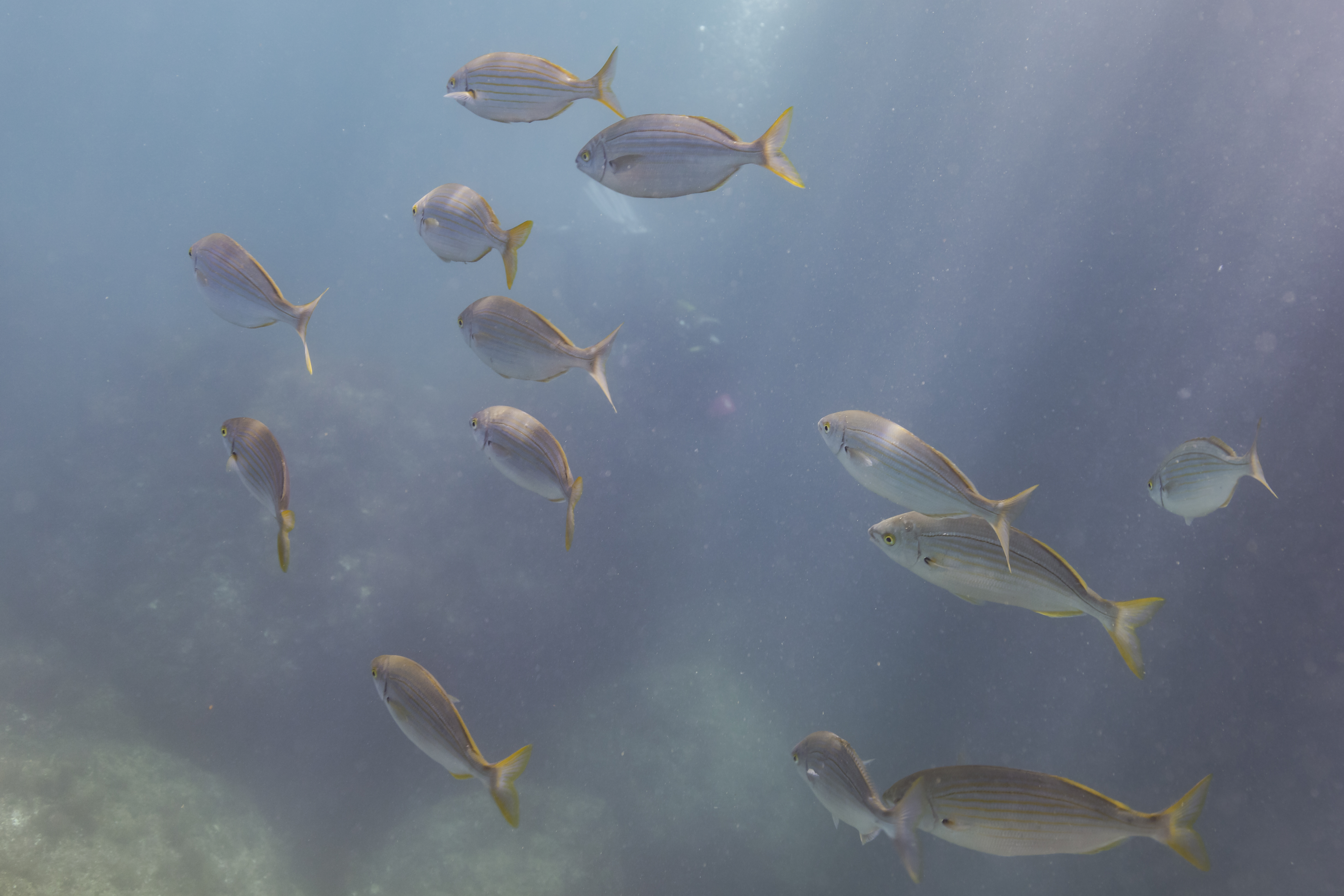